# Социальная сложность
Социальная сложность в социологии — это концептуальная структура, используемая при анализе общества. Современные определения сложности в науках встречаются в связи с теорией систем, в которой изучаемое явление имеет множество частей и множество возможных схем отношений между этими частями. В то же время сложное и простое относительно и может меняться со временем.
Современное использование термина «сложность» в области социологии обычно относится конкретно к теориям общества как сложной адаптивной системы. Однако социальная сложность и ее эмерджентные свойства являются центральными повторяющимися темами на протяжении всего исторического развития социальной мысли и изучения социальных изменений.
Первые основатели социологической теории, такие как Фердинанд Тённис, Эмиль Дюркгейм, Макс Вебер, Вильфредо Парето и Георг Зиммель, исследовали экспоненциальный рост и возрастающую взаимосвязанность социальных контактов и социального обмена. Этот акцент на взаимосвязанности в социальных отношениях и появлении новых свойств внутри общества обнаруживается в теории многих областей социологии. В качестве теоретического инструмента теория социальной сложности служит основой для соединения социальных явлений микро- и макроуровня, обеспечивая теоретическую платформу среднего уровня для формирования гипотез. Методологически понятие социальной сложности теоретически нейтрально, что означает, что оно вмещает в себя как локальные (микро), так и глобальные (макро) явления в социологических исследованиях.

## Теоретическая основа

Иллюстрация сложности (фрактал мозаики Пенроуза)

С конца 1970-х до начала 1990-х годов, в ряде исследований ведутся дискуссии о свойствах систем, в которых сильная корреляция подсистем приводит к наблюдаемому поведению, которое описывается как аутопоэтическое, самоорганизующееся, динамическое, турбулентное и хаотическое. Всё это формы поведения системы, возникающие из математической сложности. К началу 1990-х годов работы социальных теоретиков, таких как Никлас Луман, начали отражать эти темы сложного поведения.
Одно из самых ранних употреблений термина «сложность» в социальных и поведенческих науках для обозначения конкретно сложной системы встречается в исследованиях современных организаций и управления. Однако, особенно в исследованиях по менеджменту, этот термин часто используется в метафорическом, а не в качественном или количественном теоретическом смысле. К середине 1990-х годов в социальных науках начинается «поворот сложности», поскольку некоторые из тех же инструментов, которые обычно используются в науке о сложности, включаются в социальные науки. К 1998 году было выпущено международное электронное периодическое издание «Журнал искусственных обществ и социального моделирования». За последние несколько лет во многих публикациях были представлены обзоры теории сложности в области социологии. В рамках этой работы также прослеживаются связи с другими теоретическими традициями, включая конструктивистскую эпистемологию и философские позиции феноменологии, постмодернизма и критического реализма.

## Методология
Социальная сложность теоретически нейтральна, что означает, что она вмещает в себя как локальные, так и глобальные подходы к социологическим исследованиям. Сама идея социальной сложности возникает из сравнительного исторического метода ранних социологов; этот метод важен в развитии, определении и уточнении теоретической конструкции социальной сложности. Поскольку сложные социальные системы имеют много частей, и существует много возможных взаимосвязей между этими частями, соответствующие методологии обычно определяются в некоторой степени исследовательским уровнем анализа, дифференцированным исследователем в соответствии с уровнем описания или объяснения, требуемым гипотезами. На самом локальном уровне анализа могут использоваться этнографические, включённое или не-включённое наблюдение, контент — анализ и другие качественные методы исследования. В последнее время в социологии разрабатываются и используются весьма сложные методологии количественных исследований как на локальном, так и на глобальном уровнях анализа. Такие методы включают бифуркационные диаграммы, анализ социальных сетей, нелинейное моделирование и вычислительные модели, включая программирование клеточных автоматов, социальную кибернетику и другие методы социального моделирования.

### Комплексный анализ социальных сетей
Комплексный анализ социальных сетей используется для изучения динамики больших, сложных социальных сетей. Динамический сетевой анализ объединяет традиционный анализ социальных сетей, анализ связей и многоагентные системы в рамках науки о сетях. Благодаря использованию ключевых понятий и методов в анализе социальных сетей, агентном моделировании, теоретической физике и современной математике (в частности, теории графов и фрактальной геометрии) этот метод исследования позволил получить представление о динамике и структуре социальных систем. Новые вычислительные методы анализа локализованных социальных сетей появляются в работах Дункана Уоттса, Альберта-Ласло Барабаши, Николаса Христакиса, Кэтлин Карли и других.
Новые методы анализа глобальных сетей появляются на основе работ Джона Урри и социологического исследования глобализации, связанного с работами Мануэля Кастельса и более поздними работами Иммануила Валлерстайна. С конца 1990-х годов Валлерстайн все чаще использует теорию сложности, особенно работы Ильи Пригожина. Динамический анализ социальных сетей связан с различными методологическими традициями, выходящими за рамки системного мышления, включая теорию графов, традиционный анализ социальных сетей в социологии и математическую социологию. Он также связан с теорией хаоса и сложной динамикой посредством работ Дункана Уоттса и Стивена Строгаца, а также с фрактальной геометрией через Альберта-Ласло Барабаши и его работу о безмасштабных сетях.

### Вычислительная социология
Основными методами в этой области являются социальное моделирование и интеллектуальный анализ данных. Социальное моделирование использует компьютеры для создания искусственной лаборатории для изучения сложных социальных систем. Интеллектуальный анализ данных использует машинный интеллект для поиска нетривиальных паттернов отношений в больших, сложных базах данных. Формирующиеся методы соционики являются разновидностью вычислительной социологии.
Вычислительная социология находится под влиянием ряда микро-социологических направлений, а также традиций системной науки и системного мышления на макроуровне. Влияние теорий символического интеракционизма, социального обмена и рационального выбора на микроуровне, наряду с направленностью на микроуровень политологов, использующих вычислительные методы, таких как Роберт Аксельрод, помогло разработать восходящий, агентный подход вычислительной социологии к моделированию сложных систем. Джошуа Эпштейн в своей работе называет это генеративной наукой. Другие важные области включают статистику, математическое моделирование и компьютерное моделирование.

### Социальная кибернетика
Социальная кибернетика объединяет социологию с кибернетикой второго порядка и работами Никласа Лумана, а также с последними достижениями науки о сложности. С точки зрения научной работы, фокус социальной кибернетики был в основном концептуальным и лишь немного методологическим или эмпирическим. Социальная кибернетика непосредственно связана с системным мышлением внутри и вне социологии, особенно в области кибернетики второго порядка.

## Область применения
В первом десятилетии 21-го века разнообразие областей применения возросло по мере развития более сложных методов. Теория социальной сложности применяется в исследованиях социального сотрудничества и общественных благ; альтруизма; избирательного поведения; образования; глобального гражданского общества и массовых беспорядков; коллективных действий и общественных движений; социального неравенства; рабочей силы и безработицы; экономической географии и экономической социологии; анализе политики; системах здравоохранения; инноваций, социальных изменений и многих других. Текущий международный научно-исследовательский проект, Seshat: Global History Databank, был специально разработан для анализа изменений социальной сложности от неолитической революции до промышленной революции.
В качестве теоретической платформы среднего уровня социальная сложность может быть применена к любому исследованию, в котором можно наблюдать социальное взаимодействие или результаты такого взаимодействия, но особенно там, где они могут быть измерены и выражены в виде непрерывных или дискретных данных. Одной из распространенных критических замечаний, часто приводимых в отношении полезности науки о сложности в социологии, является трудность получения адекватных данных. Тем не менее, применение концепции социальной сложности и анализ такой сложности начали и продолжают оставаться постоянной областью исследования в социологии. От детских дружеских отношений и подростковой беременности до криминологии и борьбы с терроризмом, теории социальной сложности применяются практически во всех областях социологических исследований. Также понятие социальной сложности используется в социолингвистике, семиотике, библиометрии, наукометрии и инфометрии.